# العلاقات الباكستانية القطرية
العلاقات الباكستانية القطرية هي العلاقات الثنائية التي تجمع بين باكستان وقطر.

## مقارنة بين البلدين
هذه مقارنة عامة ومرجعية للدولتين:
| وجه المقارنة                                              | باكستان                     | قطر           |
| --------------------------------------------------------- | --------------------------- | ------------- |
| المساحة (كم2)                                             | 881.91 ألف                  | 11.44 ألف     |
| عدد السكان (نسمة)                                         | 197.02 مليون                | 2.64 مليون    |
| الكثافة السكانية (ن./كم²)                                 | 223.4                       | 230.77        |
| العاصمة                                                   | إسلام آباد                  | الدوحة        |
| اللغة الرسمية                                             | لغة إنجليزية، اللغة الأردية | اللغة العربية |
| العملة                                                    | روبية باكستانية             | ريال قطري     |
| الناتج المحلي الإجمالي (بليون دولار)                      | 304.95 مليار                | 167.61 مليار  |
| الناتج المحلي الإجمالي (تعادل القوة الشرائية) بليون دولار | 946.67 مليار                | 316.40 مليار  |
| الناتج المحلي الإجمالي الاسمي للفرد دولار أمريكي          | 1.43 ألف                    | 73.65 ألف     |
| الناتج المحلي الإجمالي للفرد دولار أمريكي                 | 4.81 ألف                    | 141.54 ألف    |
| مؤشر التنمية البشرية                                      | 0.538                       | 0.850         |
| رمز المكالمات الدولي                                      | +92                         | +974          |
| رمز الإنترنت                                              | .pk                         | .qa           |
| المنطقة الزمنية                                           | ت ع م+05:00                 | ت ع م+03:00   |

## منظمات دولية مشتركة
يشترك البلدان في عضوية مجموعة من المنظمات الدولية، منها:
| علم المنظمة | اسم المنظمة                               | تاريخ انضمام باكستان | تاريخ انضمام قطر |
| ----------- | ----------------------------------------- | -------------------- | ---------------- |
|             | يونسكو                                    | 14 سبتمبر 1949       | 27 يناير 1972    |
|             | وكالة ضمان الاستثمار متعدد الأطراف        | 12 أبريل 1988        | 22 أكتوبر 1996   |
|             | الأمم المتحدة                             | 30 سبتمبر 1947       | 21 سبتمبر 1971   |
|             | الاتحاد البريدي العالمي                   | ?                    | ?                |
|             | البنك الدولي للإنشاء والتعمير             | 11 يوليو 1950        | 25 سبتمبر 1972   |
|             | المنظمة الهيدروغرافية الدولية             | ?                    | ?                |
|             | منظمة التعاون الإسلامي                    | ?                    | ?                |
|             | منظمة حظر الأسلحة الكيميائية              | ?                    | ?                |
|             | الاتحاد الدولي للاتصالات                  | 26 أغسطس 1947        | 27 مارس 1973     |
|             | مؤسسة التمويل الدولية                     | 20 يوليو 1956        | 11 أكتوبر 2008   |
|             | المركز الدولي لتسوية المنازعات الاستشارية | 15 أكتوبر 1966       | 20 يناير 2011    |
|             | منظمة التجارة العالمية                    | ?                    | ?                |
|             | منظمة الشرطة الجنائية الدولية             | ?                    | ?                |

## وصلات خارجية
- موقع وزارة الخارجية الباكستانية
- موقع وزارة الخارجية القطرية